# 1247 Memoria
1247 Memorija je asteroid glavnog asteroidnog pojasa. Približan promjer asteroida je 35,97 km, a srednja udaljenost asteroida od Sunca iznosi 3,137 astronomskih jedinica (AJ). 
Inklinacija (nagib) orbite u odnosu na ravninu ekliptike je 1,774 stupnjeva, a ophodno vrijeme iznosi 2029,627 dana (5,556 godina). Ekscentricitet orbite asteroida iznosi 0,170. 
Apsolutna magnituda asteroida iznosi 10,52 a geometrijski albedo 0,084.
Asteroid je otkriven 30. kolovoza 1932. godine.

## Vanjske poveznice
- JPL stranica za dinamiku solarnog sustava
- Orbitalni elementi asteroida s orbitom bliskom Zemlji  Arhivirana inačica izvorne stranice od 9. srpnja 2009. (Wayback Machine)
- JPL podatci o asteroidu